# Prostitution aux Samoa

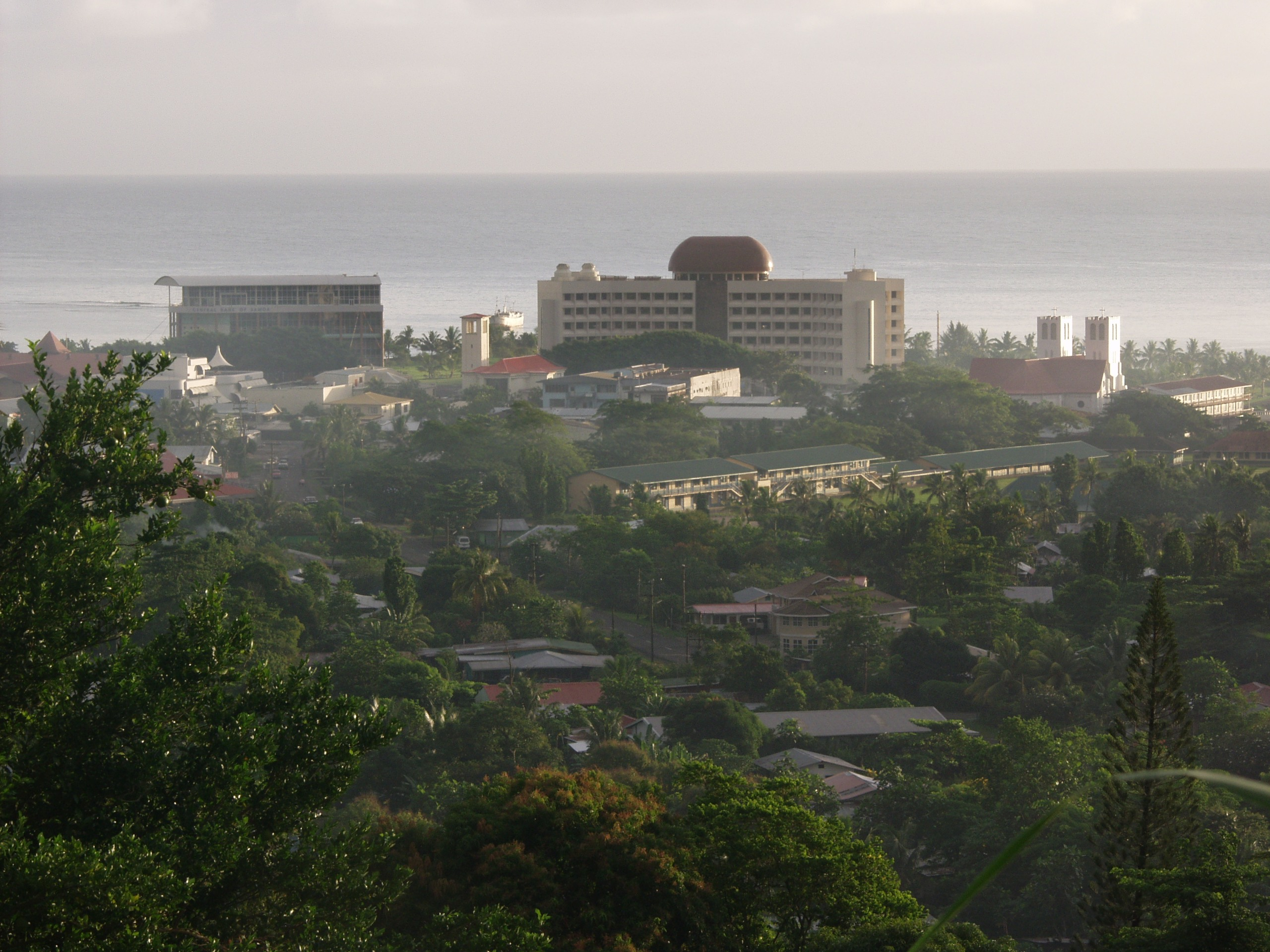
Vue panoramique de Samoa

La prostitution aux Samoa est l'activité de prostitution exercée illégalement aux Samoa, mais elle est couramment pratiquée.

## Ampleur
En 2009, une enquête du journal Samoan Observer a révélé que la prostitution avait lieu sur les îles. Une étude réalisée en 2016 par le Programme des Nations unies pour le développement, l'UNICEF et l'Université de Nouvelle-Galles du Sud a indiqué qu'il y avait environ 400 travailleuses du sexe aux Samoa, au service de clients locaux et étrangers. Cela équivaut à une femme adulte sur 140 sur l'île. La principale raison pour laquelle les femmes se prostituent était économique; certaines ayant commencé dès 13 ans. En février 2017, la police samoane s'est préparée à ouvrir une enquête sur une entreprise à capitaux étrangers qui aurait utilisé des femmes locales dans une opération de prostitution. La même année, le ministère de la Santé a présenté des plans pour offrir des services de conseil et d'éducation aux professionnel(le)s du sexe dans le cadre de la Politique nationale sur le VIH, le sida et les IST 2017-2022.

## Situation juridique
La prostitution est illégale aux Samoa en vertu de la loi de 2013 sur les crimes Crim Act 2013. La loi samoane interdit également de vivre des revenus d'une prostituée : délit passible d'une peine maximale est de dix ans d'emprisonnement. Le proxénétisme et la tenue de bordels sont également illégaux, ces derniers étant passibles d'une peine d'emprisonnement maximale de dix ans.

### Législation
Les dispositions du Crimes Act 2013 relatives à la prostitution sont:
- Article 62. Recours à des menaces d'intimidation à des fins sexuelles - Peine maximale de 5 ans d'emprisonnement
- Article 70. Tenue d'un lupanar - Maximum 10 ans
- Article 72. Prostitution - Maximum 3 ans
- Article 73. Sollicitation - Maximum 5 ans
- Article 74. Vivre des revenus d'un tiers se prostituant - Maximum 10 ans
- Article 75. Procurer des relations sexuelles - Maximum 7 ans

## Histoire
Au 19e siècle, le village de pêcheurs d'Apia est devenu un port dans lequel les navires de nombreuses nations s'arrêtaient. La prostitution s'est développée dans la zone portuaire à un tel point qu'en 1892, Robert Louis Stevenson a écrit que «les Blancs d'Apia se trouvaient dans le pire état de la dégradation». La ville était également connue sous le nom de «petit Caire» et d'«enfer dans le Pacifique». Beaucoup de prostituées étaient des «métisses». En 1893, le révérend John William Hill proposa de construire un hôpital pour les prostituées malades.
Pendant la Seconde Guerre mondiale, le nombre de soldats américains sur l'île a provoqué une forte hausse de la prostitution. Les portes d'entrée de l'aéroport étaient connues par les Samoans comme «les portes du péché». Un matai (chef) a été expulsé de son village parce qu'il était soupçonné de fournir des prostituées aux Américains.

## Trafic sexuel
Le Département d'État des États-Unis a signalé qu'en 2016, il n'y avait pas eu de rapports confirmés selon lesquels le pays était un pays d'origine, de destination ou de transit pour les victimes de la traite sexuelle.